# Золозов Анатолій Федорович
Золозов Анатолій Федорович — радянський, український кінорежисер і сценарист.

## Біографія
Народився 25 липня 1932 р. у м. Торопець Калінінської області (з 1990 року — Тверська область) в родині службовців.
Закінчив біологічний факультет Київського державного університету ім. Т. Г. Шевченка (1957) та режисерський факультет Всесоюзного державного інституту кінематографії (1964).
З 1967 р. — режисер Української студії хронікально-документальних фільмів.
Виступає у пресі з статтями з питань кіномистецтва. Член Національної спілки кінематографістів України.

## Фільмографія

### Режисерські роботи
- «Софія Київська»,
- «Сім'я Сосніних» (1967),
- «Кубок Європи»,
- «Сорочинський ярмарок»,
- «Справжня людина» (Диплом VII Міжнародного кінофестивалю, Москва, 1971),
- «Завтрашня земля» (Головний Приз «Золотий голуб» XVI Міжнародного кінофестивалю, Лейпциг, 1973),
- «Місто славних традицій» (1974, співавтор сценарію),
- «Комбриг Боженко» (1975, автор сценарію),
- «Кантата про Червоний оркестр» (1975, автор сценарію, Диплом Міжнародного фестивалю, Обергаузен, 1976),
- «Вернісажі села Прелєсного» (1977, автор сценарію),
- «Людина народилася» (1977, автор сценарію),
- «30 місяців у тилу ворога» (1978, автор сценарію)
- «Довге відлуння війни» (1987) тощо.

### Сценаристські роботи
- «Рядок із біографії»,
- «Генерал Сабуров»,
- «Григорій Іванович Петровський»,
- «70 славетних років» та ін.